# Философия на езика
Философията на езика e рационално изследване на природата, произхода и употребата на езика. Като тема, философията на езика за аналитичните философи се занимава с 4 централни проблема: за природата на значението, за езиковата употреба, за езиковото възприятие и за връзката между език и реалност. За континенталните философи обаче философията на езика се стреми да се справи не като отделна тематика, но като част от логиката, историята и политиката.
|  | Тази страница частично или изцяло представлява превод на страницата Philosophy of language в Уикипедия на английски. Оригиналният текст, както и този превод, са защитени от Лиценза „Криейтив Комънс – Признание – Споделяне на споделеното“, а за съдържание, създадено преди юни 2009 година – от Лиценза за свободна документация на ГНУ. Прегледайте историята на редакциите на оригиналната страница, както и на преводната страница, за да видите списъка на съавторите. ВАЖНО: Този шаблон се отнася единствено до авторските права върху съдържанието на статията. Добавянето му не отменя изискването да се посочват конкретни източници на твърденията, които да бъдат благонадеждни. |